# Попытка Sinclair Broadcast Group приобрести Tribune Media

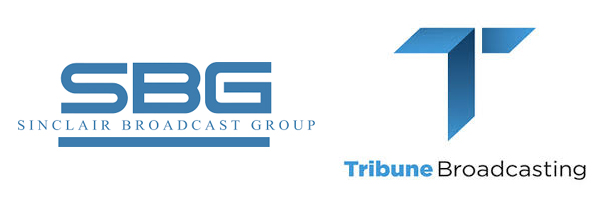
Логотипы обеих компаний.

Попытка Sinclair Broadcast Group приобрести Tribune Media — сделка в сфере медиа-индустрии и телевещания, в рамках которой телевещательная компания Sinclair Broadcast Group пыталась приобрести чикагскую вещательную и цифровую медиакомпанию Tribune Media. Сделка была объявлена 8 мая 2017 года после месяцев спекуляций. В случае успеха телестанции SBG, уже являвшегося крупнейшим телевещателем в США, стали-бы доступны 72 % домохозяйств в США.
Сделка вызвала критику со стороны различных групп интересов, как и представителей демократической и республиканской партии, опасавшихся потенциального появления олигополии в сфере телевещания. Также потенциальные опасения вызывало то, что придерживавшаяся консервативных взглядов Sinclair могла распространить своё мировоззрение на телестанции Tribune, благодаря чему в колеблющихся штатах могла вырасти поддержка республиканских кандидатов в конгресс и в президенты страны.
Сделка вызвала негативную реакцию главы ФКС Аджита Пая, который пересмотрел применявшуюся несколько десятилетий и при президенте Обаме политику ведомства к телерадиовещателям, препятствовавшую попыткам Sinclair расширяться через покупку телестанций и способствовавшую развитию технологий. Подобное поведение вызвало предположения, что Пай сделал это в пользу мэрилендской компании. Неудавшаяся сделка проходила одновременно с двумя успешными крупнейшими слияниями на рынке американских медиа: покупкой 21st Century Fox компанией The Walt Disney Company и приобретение AT&T Time Warner (нынешнее WarnerMedia).

## Предыстория
29 февраля 2016 года Tribune сообщила о готовности рассмотреть различные «стратегические альтернативы» с целью увеличить стоимость компании в интересах акционеров, подразумевавшие возможную продажу всей компании и/или отдельных активов, или создание программных альянсов/стратегических партнёрств с другими компаниями. Предложение появилось на фоне снижения рыночной стоимости Tribune Media из-за выделения в отдельную компанию Tribune Publishing и списания в 2015 финансовом году 385 млн долл., которые в основном стали первоначальными затратами на программирование преобразованной годом ранее из суперстанции в кабельную сеть WGN America.
1 марта 2017 года стали появляться сообщения об обсуждении Sinclair Broadcast Group вопроса о приобретении Tribune Media, к которой в конце февраля руководство SBC обратилось по этому поводу. Любая сделка должна была быть рассмотрена федеральной комиссией по связи по правилу о дисконте УВЧ от 1985 года, по которому владельцы УВЧ-телестанций (дециметровых) получали уменьшение общей доли рынка на 50 % от площади распространения их сигнала. В сентябре 2016 года правило было отменено благодаря главе ФКС Тому Уилеру из-за устаревания по технологической причине (передающие через ATSC УВЧ станции имеют лучшее покрытие, чем передававшие по аналоговому стандарту до перехода от аналога к цифровому вещанию в 2009 году телестанции полной мощности). Подобная сделка была-бы выгодной для SBG, ибо только 11 % её рынка перекрывалось с Tribune и требовало минимальной продажи активов вещания; также объединённая компания расширяла свою деятельность в топ-10 внутренних рынках США, в настоящее время представленные двумя телестанциями в Вашингтоне: филиалом ABC WJLA-TV (канал 7) и связанным с ним круглосуточным новостным кабельным телеканалом NewsChannel 8 (нынешний WJLA 24/7 News). Позже сообщалось, что предложенная цена покупки была выше рыночной
Новостной фон об интересе Sinclair к покупке Tribune привёл к тому, что несколько владельцев телестанций (планировавших единолично или в партнёрстве приобрести отдельные активы чикагской компании) вместе с главным акционером Tribune Starboard Value обратились к 21st Century Fox с просьбой принять защитные меры для предотвращения надвигающейся сделки. Основным аргументом было то, что в случае успеха Sinclaire (уже являвшаяся крупнейшим аффилированным оператором Fox с 54 станциями) и Tribune (крупнейший оператор сети по общему охвату рынка, чьи 14 станций Fox сконцентрированы в топ-50 рынка) получат более сильные позиции в переговорах с телесетью об обратных компенсациях филиалам Fox и MyNetworkTV (68 филиалов Fox этих двух компания покрывал 28 % США). 8 мая SBG объявила о намерении купить Tribune за 3,9 млрд долл вместе с принятием на себя долгов компании на сумму $2,7 млрд; предложение телевещателя Nexstar Media Group было скромнее.

## Активы
В случае успеха сделки Sinclair становился владельцем большей части управляемых Tribune Broadcasting 42 телестанций и связанных с ними цифровых ресурсов, включая два отдельных интернет сайта. Tribune имела станции в пяти крупнейших медиа рынках США: Нью-Йорке (филиал CW WPIX (канал 11), Лос-Анджелесе (филиал CW KTLA), Чикаго (независимая станция WGN-TV (канал 9), Филадельфия (филиал MyNetworkTV WPHL-TV), Даллас-Форт-Уэрт (KDAF (телеканал 33), в то время как самым крупнейшим рынком из топ-10 SBG являлся Вашингтон/Hagerstown (WJLA-TV, после сделки к ней переходил филиал CW WDCW). Двумя интернет сайтами были сервис развлекательных новостей и телерейтингов Screener (также известен как Zap2It) и его подразделение TV by the Numbers. Покупатель также становился владельцем чикагской радиостанции WGN.
Также приобретались следующие активы, связанные с WGN-TV:
- WGN America — сеть кабельного и спутникового телевидения, с ноября 1978 года по декабрь 2014 года являвшаяся суперстанцией WGN-TV
- Antenna TV — цифровая многоканальная сеть, ориентированная на классические ситкомы
- Chicagoland Television (CLTV) — региональный кабельный новостной телеканал, основанный в январе 1993 года и работавший совместно с новостным департаментом WGN-TV
- Tribune (FN) Cable Ventures Inc.

Также приобретались миноритарные доли в следующих активах:
- 50 % в This TV (совладелец — MGM Holdings)
- 30 % в Food Network и Cooking Channel[21] (совладелец — Discovery, Inc.)

Возникали различные предположения о судьбе пребывавшего в переходном статусе WGN America в новой компании. CEO Sinclaire Кристофер Рипли сообщил, что в программировании телесети будет снижена значимость высококлассных телесериалов (в 2015 году Tribune начала реформу сети с перехода от формата обслуживавшей WGN-TV суперстанции к обычному базовому развлекательному телеканалу, лишённому новостей и спортивных программ WGN-TV). Топ-менеджер заявил, что первоначальный программный бюджет сети был неоправданным на фоне телевизионных рейтингов (хотя WGN America не входил в топ-25 кабельных сетей с самым высоким рейтингом, её зрительская аудитория уверенно росла и к марту 2017 года составила 446 тыс. человек, среди аудитории 25-54 их было 157 тыс.).
На фоне новой сделки медиа аналитики вновь обратили свой взор к покупке SBG в январе 2016 года Tennis Channel, предполагая возможным запуск в будущем с учётом возникающей широкой национальной сети телестанций кабельного новостного телеканала консервативного формата вдобавок к существующим Fox News, Newsmax TV и One America News Network (OANN). Но журналист Variety Синтия Литтлетон скептически оценивала подобное развитие событий, ибо запуск общенационального информационного телеканала создаст неоправданный финансовый риск к уже имевшимся долгам Sinclair после покупки за 3,268 млрд долл. Four Points Media Group в 2011 году и самой Tribune.
Бывшее газетное подразделение TM Tronc (Tribune Online Content, прежнее название Tribune Publishing) не являлось частью сделки, так как в августе 2014 года было выделено в отдельную компанию. Во многих принадлежащих Tronc газетах появились предупреждения, что при освещении слияния SBG и TM они не будут работать как подразделения своей бывшей материнской компании, что относилось и к написанным Associated Press и Reuters материалам, которые были синдицированы с их публикациями.

### Предполагаемые передачи и продажи
Хотя Sinclair намеревался приобрести все телевизионные станции Tribune, в целях соблюдения правил собственности Федеральной комиссии по связи, запрещающих совместное владение двумя из четырёх станций с наивысшим рейтингом или более двух станций на одном рынке, а также для соблюдения национальных ограничений на владение, Sinclair планировал передать 22 станции (15 Tribune и 7 станций, принадлежащих и / или управляемых Sinclair) другим покупателям, хотя в конечном итоге он сохранил бы контроль над станциями в топ-10 рынках. До обращения к судье по административным правонарушениям, продажи были сокращены до 18 станций, при этом Sinclair решил отменить предложения о продаже четырёх телевизионных станций, расположенных в первой десятке рынков, сторонним организациям и вместо этого напрямую приобрести их.

#### Станции, планируемые к продаже
Sinclair предложил разделить активы станции между следующими организациями, чтобы обеспечить соблюдение местных и национальных ограничений собственности: († — принадлежит Sinclair)
- К Cunningham Broadcasting
  - WPIX (канал 11), Нью-Йорк — филиал CW
  - KDAF (канал 33), Даллас-Форт Уэрт— филиал CW
  - KIAH (канал 39), Хьюстон — филиал CW

Cunningham Broadcastingдействует как дочерняя компания Sinclair Broadcast Group, поскольку её акционерная структура состоит из трастов, контролируемых четырьмя детьми жены основателя Sinclair Джулиана Синклера Смита Кэролайн С. Смит, которые также являются мажоритарными владельцами Sinclair.
- К WGN-TV, LLC
  - WGN-TV (канал 9), Чикаго — независимая станция
- Переходит к Fox Television Stations
  - KCPQ (канал 13), Сиэтл — филиал Fox
  - KDVR (канал 31), Денвер — филиал Fox
  - KSTU (канал 13), Солт-Лейк-Сити — филиал Fox
  - KSWB-TV (канал 69), Сан-Диего — филиал Fox
  - KTXL (канал 40), Сакраменто — филиал Fox
  - WJW (канал 8), Кливленд — филиал Fox
  - WSFL-TV (канал 39), Майами — филиал CW

Покупка WSFL вызвала опасения, что Fox планирует превратить его в принадлежащую и управляемую станцию Fox Broadcasting Company, чтобы заменить флагманскую станцию Sunbeam Television WSVN (канал 7), которая с 1 января 1989 года служила филиалом сети в Майами (KCPQ в конечном итоге будет приобретена Fox в рамках отдельной сделки).
- К Howard Stirk Holdings
  - KAUT-TV (канал 43), Оклахома-сити — независимая станция
  - KMYU (канал 12), Сент Джордж — филиал MyNetworkTV†
  - KUNS-TV (канал 51), Белвью — филиал Univision†

Howard Stirk Holdings действует как партнёрская компания Sinclair, принадлежит и контролируется афро-американским консервативным политическим комментатором и ведущим политической дискуссионной программы «Правая сторона с Армстронгом Уильямсом» Армстронг Уильямс. Компания была образована в апреле 2013 года для приобретения филиала NBC WEYI-TV (канал 25) во Флинте и филиала CW WWMB (канал 21) в Миртл-Бич в рамках покупки Barrington Broadcasting, а в декабре 2014 года начала управлять независимо от Sinclair станциями в Таскалусе, Аннистоне (WCFT (сейчас WSES) и WJSU-TV (сейчас WGWW) и Чарльстоне (WCIV (сейчас WGWG), которые ранее были филиалами ABC и присоединились к цифровым сетям с многоадресной передачей.
Как и в случае с Cunningham, Sinclair намеревался сохранить операционный контроль над тремя станциями посредством соглашений о совместном обслуживании.
- К Meredith Corporation
  - KPLR-TV (канал 11), Сент-Луис — филиал CW
- К Standard General
  - KDSM-TV (канал 17), Де-Мойн — филиал Fox†
  - KOKH-TV (канал 25), Оклахома-Сити — филиал Fox†
  - WPMT (канал 43), Йорк — филиал Fox
  - WRLH-TV (канал 35), Ричмонд — филиал Fox†
  - WQMY (канал 53), Уильямспорт — филиал MyNetworkTV
  - WXLV-TV (канал 45), Гринсборо — филиал ABC†
  - WXMI (канал 17), Гранд-Рапидс — филиал Fox

Также Standard General передавался филиал Fox WOLF-TV (канал 56) в Хазлтоне и филиал CW WSWB (канал 38) в Скрэнтоне, которые принадлежали New Age Media и управлялись вместе с приналлежащей Sinclair WQMY. (все три станции обсуживали телевизионный рынок Скрэнтон-Уилкс-Барре)

#### Предполагаемые изменения
Чтобы соответствовать антимонопольным нормам Министерства юстиции и правилам собственности FCC (при условии, что проект проверки собственности СМИ, проводимой последним агентством, не получил одобрения Конгресса), Sinclair Broadcast Group скорее всего должна была продавать станции Tribune или Sinclair на двенадцать медиарынках, чтобы разрешить связанные с приобретением Tribune возможные конфликты прав собственности. Наиболее серьёзные конфликты происходят в Сиэтле, Солт-Лейк-Сити, Оклахома-Сити, Харрисбурге-Ланкастере-Ливане-Йорке и Гранд-Рапидс-Каламазу-Батл-Крик, гдекомпании имеют по две станции, входящие в четверку по аудитории и просматриваемости новостных программ.Другие продажи или смена сигналов, вероятно, потребовались бы в Сент-Луисе, Портленде, Орегоне, Норфолке/ Вирджинии-Бич/Хэмптоне, Гринсборо/Уинстоне-Салеме/Хай-Пойнте, Ричмонде, Скрэнтоне/ Уилкс-Барре и Де-Мойне, где нарушались действующие правила владения (либо потому, что SBG управлял или планировал операционно управлять тремя или более станциями, либо двумя станции со слишком небольшим количеством независимых совладельцев для разрешения проблемы дуополии). При условии сохранения нынешних мер ограничений, Sinclair также должна была избавиться от определённых станций на неконфликтных рынках, что приведет к превышению её общего охвата текущего ограничения покрытия в 39 % для национальных владельцев станций (расширенная группа фактически охватывала бы почти 72 % территории США, но все равно достигала более 45 % покрытия даже с учётом скидки на УВЧ.)
2 августа 2017 года появились сообщения о том, что Fox Television Stations ведёт переговоры с Ion Media о создании совместного предприятия, которое будет владеть соответствующими станциями обеих групп. Само партнёрство включало в себя планы по переносу филиалов сети Fox со станций Sinclair на станции, принадлежащие Ion, например, те, в отношении которых к концу 2017 года истекал срок действия соглашений о сотрудничестве. Fox была обеспокоена ростом влияния Sinclair и тем, что её консервативные синдицированные новостные вставки нанесут вред его кабельному новостному каналу Fox News. Высказывались предположения, что партнёрство должно было оказать давление на SBG с целью продать некоторые из принадлежащих ей и особенно Tribune станций Fox, из-за той доли рынка, которая появилась бы после окончания сделки. У станций Ion исторически было мало местного персонала, инфраструктуры или программ, включая местные новости (после расторжения в июле 2005 года соглашений о совместном использовании новостей, которые позволяли им ретранслировать выпуски новостей от основных сетевых филиалов на свои станции соответствующих рынках после ребрендинга бывшего Pax TV на i: Independent Television, бренд предшествовал перезапуску сети в январе 2007 года как Ion Television), что заставило аналитика счесть этот план невыполнимым. После появления новости котировки акций Sinclair упали. O19 октября 2017 года акционеры Tribune Media одобрили приобретение Sinclair за 3,9 млрд долл.
29 ноября 2017 года сообщалось, что Sinclair Broadcast Group не удалось убедить помощника генерального прокурора антимонопольного отдела Министерства юстиции Макана Дельрахима смягчить правила, касающиеся общей доли рекламы телевизионного вещания на медиарынке. Дельрахим был близок к сделке с Министерством юстиции США о продаже тринадцати неуказанных телевизионных станций как условия одобрения грядущей сделки, хотя Sinclair пытался получить разрешение ведомства на продажу только десяти. Nexstar Media Group, Tegna Inc. и Meredith Corporation сделали предложения о приобретении телестанций,. Fox Television Stations вступили в переговороы о приобретении от шести до десяти станций (среди тех, кто участвует в соглашении о согласии Министерства юстиции, и/или тех, которые уже принадлежат Sinclair или Tribune и расположены на рынках, где станции ни одной из групп противоречат правилам FCC (среди них KCPQ и его сестра KZJO, аффилированная с MyNetworkTV, в Сиэтле, первую из которых Fox пытался купить в 2014 годув рамках расширения своего присутствия на рынках с франшизами НФЛ из Национальной футбольной конференции, на общенациональный поках которой Fox имела права).
6 декабря 2017 года появились сообщения о покупке FTS купит у Sinclair до 10 связанных с Fox телестанций (все на рынках NFL), чтобы позволить последней снизить влияние новых активов на охват в рамках национальных ограничений на владение. Сделка предположительно включала в себя дуополию Tribune в Сиэтле с дочерней компанией Fox KCPQ и дочерней компанией MyNetworkTV KZJO, поскольку SBG уже владеет дочерней компанией ABC KOMO-TV (канал 4) и дочерней компанией Univision KUNS-TV Другие дочерние компании Fox, принадлежащие Sinclair или Tribune на рынках НФЛ, включают в себя бывшие O&O в Кливленде (WJW), Денвере (KDVR), Канзас-Сити (WDAF-TV, канал 4) и Милуоки (WITI, канал 6), а также станции в Балтиморе (WBFF, канал 45), Буффало (WUTV, канал 29), Грин-Бее (WLUK-TV, канал 11), Индианаполисе (WXIN, канал 59), Нэшвилле (WZTV, канал 17) и Питтсбурге (WPGH-TV, канал 53). Из этих рынков только Милуоки имел частично совпадающую собственность, управляемую Sinclair и Tribune, которая противоречила правилам FCC, поскольку Sinclair владела дочерней компанией CW WVTV (канал 18) и дочерней компанией MyNetworkTV WCGV (канал 24, у которого была прекращена лицензия и который были объединён в цифровой подканал WVTV посредством продажи его эфирного канала на аукционе по стимулированию использования спектра 2017 года); флагманская телестанция SBG в Балтиморе вероятно не подпадала под продажу из-за слишком дальнего расположения станций Tribune (Вашингтон, округ Колумбия (WDCW), Филадельфия (WPHL-TV) и Гаррисберг (WPMT)). FTS также рассматривала возможность обмена с Sinclair дуополии в Орландо на WOFL (канал 35) и WRBW (канал 65), а также на полеспутниковый WOGX Ocala (канал 51). После одобрения сделки министерством юстиции стало известно о покупке Fox телестанций KCPQ / KZJO в Сиэтле, а также проявленным интересом к принадлежащим Tribune филиалами Fox в Кливленде, Денвере, Канзас-Сити и Сан-Диего (KSWB-TV, канал 69), а также принадлежащих двум компаниям некоторым другим вышеупомянутым филиалам Fox. Всё это должно было быть оплачено за счёт продажи подразделений по производству фильмов и телевидения 20th Century Fox и некоторых связанных активов кабельного телевидения компании Walt Disney, которой при этом из-за ограничений ФКС и запрета на совместное владение двумя из четырёх основных вещательных телесетей было запрещено приобретение выделеных в Fox Corporation телесети Fox и телеканалов Fox Television Stations.
21 февраля 2018 года Sinclair проинформировал ФКС о продаже Cunningham Broadcasting филиала CW в Нью-Йорке WPIX по цене ниже рыночной в 15 миллионов долларов, получив опцион на прямое приобретение WPIX. Он также объявил, что планирует продать принадлежащие Tribune станции в Чикаго (WGN-TV) и Сан-Диего (KSWB-TV), при этом намереваясь добиваться позволяющие приобретать в каждом конкретном случае две станции, входящие в четверку лучших с точки зрения общей аудитории смягченные правила для покупки станций Tribune в Индианаполисе (WXIN и филиал CBS, WTTV (канал 4), а также в Кокомо (спутниковая WTTK (канал 29)), Южной Центральной Пенсильвании (WPMT и филиал CBS WHP-TV (канал 21)) и Пьемонтской триады Северной Каролины (WXLV и дочерняя компания Fox WGHP (канал 8)). Sinclair намеревался заключить местные маркетинговые соглашения для управления продажами программ и рекламы для WPIX и WGN-TV, а также напрямую продать KSWB независимому стороннему лицензиату. Перекрывающиеся станции в Сиэтле, Сент-Луисе, Солт-Лейк-Сити, Оклахома-Сити, Гранд-Рапидсе, Ричмонде и Де-Мойне, штат Айова, должны были быть проданы неаффилированным третьим сторонам. 8 февраля 2018 года Tribune объявила о продаже WGN-TV компании WGN-TV LLC (компания с ограниченной ответственностью, контролируемая автомобильным топ-менеджером из Балтимора Стивеном Фейдером, имеющим тесные деловые связи с исполнительным председателем Sinclair Смитом) за 60 млн долл., намереваясь управлять ими на основе соглашения об оказании услуг и получив для Sinclair опцион на прямую покупку WGN-TV в течение восьми лет.
24 апреля 2018 года SBG в рамках уточнения сделки с Tribune отозвала продажу WPIX Cunningham взамен на её прямую покупку, а также предложив согласно правилам ФКС и минюста продажу двадцати двух других станций независимым и аффилированным сторонним компаниям. Филиал CW KPLR-TV в Сент-Луисе планировалось продать Meredith Corporation (владельцу дочерней компании CBS KMOV, канал 4) за 65 млн долл. Cunningham Broadcasting должна была приобрести станции в Далласе (KDAF), Хьюстоне (KIAH) и Сиэтле (KUNS-TV) на общую сумму 63,8 млн долл.; в то время как Howard Stirk Holdings должен был приобрести станции Sinclair в Сиэтле (KZJO) и Солт-Лейк-Сити (KMYU) и станцию Tribune в Оклахома-Сити (KAUT-TV) на общую сумму 4,95 млн долл.; а созданная частной инвестиционной компанией Standard General вещательная холдинговая компания Standard Media купила бы семь станций SBG в Оклахома-Сити (KOKH-TV), Гринсборо (WXLV-TV), Ричмонде (WRLH-TV), Скрантон-Уилкс- Барре (WQMY и соглашения об управлении с участием родственных станций WSWB и WOLF-TV) и Де-Мойн (KDSM-TV), а также два соглашения с Tribune в Гранд-Рэпидс (WXMI) и Харрисбурге (WPMT) в рамках групповой сделки на сумму 441,1 млн долл. На четырёх из затронутых рынков Sinclair сформировал бы новые дуополии или виртуальные триополии с участием существующих станций, которые были бы отделены от их существующих дуополистических партнёров и станций, принадлежащих Tribune:
- В Сент-Луисе напрямую приобретался филиал Fox KTVI (канал 2), чтобы сформировать дуополию с филиалом ABC KDNL-TV (канал 30);[51]
- в Портленде напрямую приобретался филиал CW KRCW-TV (канал 33), чтобы сформировать дуополию с филиалом ABC KATU (канал 2);[51]
- в Оклахома-Сити приобретался филиал NBC KFOR-TV (канал 4), чтобы сформировать виртуальную триополию с участием филиала CW KOCB (канал 34) и KAUT-TV, которую Говард Стирк передал бы Sinclair в управление по аренднмоу соглашению о совместном обслуживании;[51][53]
- в Гринсборо напрямую приобреталась станция WGHP, чтобы сформировать дуополию с филиалом MyNetworkTV WMYV (канал 48).[51]

9 мая 2018 года Fox Television Stations сообщила о готовности купить филиалы Fox в Сиэтле (KCPQ), в Денвере (KDVR), в Кливленде (WJW), в Сакраменто (KTXL), в Сан-Диего (KSWB-TV) и в Солт-Лейк-Сити (KSTU), а также дочернюю компанию CW WSFL-TV в Майами за 910 млн долл. наличными и ценными бумагами.. В обмен на принадлежащих Tribune семь филиалов Fox, Sinclair получил опционы на покупку основного филиала CW/вторичного филиала MyNetworkTV WPWR-TV (канал 50) в Чикаго и филиала FOX в Остине, штат Техас, KTBC от Fox Television Station (покупка KTBC привела бы к конфликту прав собственности для Sinclair в Остине, поскольку группа уже владеет филиалом CBS KEYE-TV (канал 42), обе станции подпадают под четыре основных рыночных ограничения ФКС по зрительской аудитории).
Несмотря на возражения Министерства юстиции, SBG 15 мая прекратил запланированную продажу KPLR Meredith. Это могло быть связано с аналогичными условиями на зрительском и рекламном рынке в Сент-Луисе, из-за которых было отклонено предложение 2013 года от компании Gannett Company, которая планировала продать лицензию KMOV Tucker Operating Company LLC после приобретения этой станции у корпорации Belo и передать свои операции Gannett в рамках LMA с дочерней компанией NBC KSDK (канал 5). Вместо этого KPLR передавалась в доверительный фонд под управлением Rafamedia LLC для продажи независимой третьей стороне, которая будет выполнять операционные обязанности. Однако такая продажа была в конечном итоге затруднена, потому что владельцу пришлось бы управлять KPLR как автономным филиалом The CW (с самым низким рейтингом из пяти англоязычных коммерческих сетей, чьи филиалы в основном работают как часть дуополий с филиалами одного из телевизионные сети большой четверки ABC, CBS, Fox и NBC) и решают проблемы местных программ, связанные с интеграцией новостей с контентом KTVI.

## Критика

### В адрес Sinclair
Перспектива приобретения теле- и радиоактивов Tribune Media вызвала ужас среди выступавших против слияния групп защиты интересов СМИ и обеспокоенных влиянием группы на их новостное содержание сотрудников станций Tribune. Основная проблема заключалась в предполагаемом политизированном характере некоторых сегментов новостей и мнений, которые Sinclair выпускает собственными силами и передает своим станциям для включения в местные выпуски новостей (как тех, которые выпускаются непосредственно, так и в рамках соглашений о совместном использовании новостей или общих услуг с другими станциями Sinclair или конкурирующими станциями на определённых рынках). Sinclair производит синдицированный новостной контент для своих телевизионных станций с января 2003 года, когда была запущена концепция News Central, концепцию, с помощью которой из штаб-квартиры группы в Хант-Вэлли, штат Мэриленд производились для включения в местные выпуски новостей на станциях национальные и спортивные новости, а также прогнозы погоды. После роспуска News Central в 2005 году компания также подготовила отражавших консервативную точку зрения формат политических комментариев — сначала представленные Марком Хайманом «Смысл» и «За заголовками»), а затем Борисом Эпштейном («Итог с Борисом»); компания также выпускает сегмент «Служба оповещения о терроризме», который подвергался критике за использование исламофобских стереотипо.
Дальнейший интерес к контенту в новостных сегментах Sinclair возник в апреле 2018 года, когда Deadspin выпустила сборник промо, в котором сотрудники из местных отделов новостей группы и некоторых неаффилированных станций, которые поддерживают соглашения об обмене новостями со станциями Sinclair, читают распространнённый компанией сценарий, повторявший тезисы многих консервативных политиков (включая президента Дональда Трампа) и СМИ (включая, в первую очередь, Fox News Channel). В нём основные СМИ США обвиняются в либеральном уклоне и фабрикации освещения событий, и, что такая «повестка дня» «опасна для нашей демократии» (подобные заявления критиковались критиками мейнстримовых СМИ и Республиканской партии за их делегитимацию и ограничение их готовности освещать определённые политические вопросы фактическим и объективным образом).
Это, наряду с прошлыми примерами выпуска Sinclair новостных материалов с критикой кандидатов в президенты от Демократической партии Джона Керри и Барака Обамы породили обеспокоенность тем, что компания сможет убедить избирателей поддержать кандидатов в президенты от республиканцев в ключевых колеблющихся штатах, создав невыгодное положение по сравнению с их конкурентами из Демократической партии. На некоторых рынках Tribune, на которые Sinclair мог бы войти в рамках сделки, преобладала поддержка избирателями кандидатов-демократов на национальных и местных выборах, за исключением некоторых отдаленных районов в некоторых из имеющих тенденцию к консерватизму городах (некоторые станции Sinclair на либерально настроенных рынках, например, дочерняя компания ABC KOMO-TV в Сиэтле, решили поместить сегменты комментариев и службы оповещения о терроризме в менее ценные интервалы или непосредственно перед или после рекламных пауз, чтобы их содержимое слилось с рекламными роликами). Наблюдатели также выразили обеспокоенность тем, что распространение контента Синклера на новые рынки может усугубить существующее недоверие американских медиаорганзиаций к местным СМИ, которые имеют более высокие рейтинги надежности среди общественности по сравнению с национальными СМИ в значительной степени из-за локального характера, сосредоточенности на местных темах и склонности к отказу от политических убеждений.
Противники сделки указывали, что в случае её одобрения Sinclair и Nexstar Media Group (имеющая портфель станций аналогичного размера и исторически использовавшая соглашения об аутсорсинге для приобретения и эксплуатации станций, которыми не может напрямую владеть по закону) будут управлять значительной долей местных телевизионных станций в США. Из-за этого в индустрии вещательного телевидения возникнет олигархия и ещё большая консолидации, в том числе среди телевизионных сетей большой четверки (ABC, CBS, Fox и NBC), а также расширится группа контролируемых и управляемых станций и большая часть станций телесетей будет принадлежать и управляться немногими партнёрами (в отличие от имеющей меньшее число густонаселённых районой и медиа-рынков Канады, в США такой шаг был бы невозможен, поскольку потребовал бы частичного разделения групп станций на основе сетевой принадлежности в большинстве, если не во всех, 210 медиа-рынков, что увеличило бы объёмы долга материнских компаний всех четырёх сетей. Это также потребует разделения таких компаний, как Sinclair и Nexstar, чтобы позволить такую консолидацию даже в меньшем масштабе). На фоне покупки Fox ряда станций по итогам сделки Sinclair-Tribune, генеральный директор корпорации CBS Лесли Мунвз заявил о готовности купить больше станций, если будут сняты ограничения на владение.
Обеспокоенность по поводу Sinclair привела к подаче группами общественных интересов петиций для заблокирования восстановления ФКС скидки для УВЧ, что могло позволить остановить само слияние. 1 июня 2017 года апелляционный суд округа Колумбия издал семидневную административную отсрочку для нормотворческой деятельности скидки на УВЧ, чтобы разрешить рассмотрение поданного коалицией групп общественных интересов в лице Института общественного представительства (куда в том числе вошли Free Press, United Church of Christ, Media Mobilizing Project, Prometheus Radio Project, национальнпя коалиция испаноязычных СМИ и Common Cause) ходатайства об экстренном приостановлении. Коалиция утверждала, что скидка больше не была логичной с технической точки зрения (поскольку станции которые передают в диапазоне дециметровых волн, как правило, поддерживают лучшее качество цифрового сигнала, чем те, которые передают на метрвоых, что устраняет технические проблемы с обоими диапазонами в аналоговую эпоху) и вызовет волну слияний и поглощений в индустрии вещательного телевидения, что ещё больше уменьшить разнообразие владения станциями, что особенно негативно скажется на возможностях женщин и этнических меньшинств получать местное вещание. Апелляционный суд округа Колумбия 15 июня отклонил ходатайство о чрезвычайном приостановлении, хотя по нему всё ещё ведётся судебное разбирательство по обжалованию применения скидки УВЧ. The D.C. Court of Appeals denied the emergency stay motion on June 15, 2017, though it is still subject to a pending court proceeding to appeal the UHF discount implementation.

### В адрес Аджита Пая
Слабое внимание председателя ФКС Аджита Пая к соглашениям об аутсорсинге вызвало обеспокоенность противников сделки, в первую очередь тогдашнего лидера демократического меньшинства в Палате представителей Нэнси Пелоси и члена Комитета Палаты представителей по энергетике и торговле Фрэнка Паллоне. 20 апреля 2017 года они опубликовали письмо с выражением свой позиции перед голосованием ФКС, восстановившем скидку на УВЧ — чтобы Sinclair смог сохранить станции на конфликтных рынках через свои компании-партнёры. 4 октября 2017 года совет комиссаров ФКС тремя голосами консервативного большинства против одного отменил правило 1934 года, требовавшее физического присутствия вещателей в населённых пунктах их основного местного покрытия. Этот шаг помогпл медиа-компаниям в дальнейшей консолидировать свою деятельность и потенциально реализацизовать медиа-амбиции Sinclair Broadcast Group через возможность передать производство новостей и персонал сторонним станциям, которые будут приобретены в результате покупки Tribune.
В ноябре 2017 года два демократических члена Палаты представителей США Джон Коньерс (штат Мичиган) и Дэвид Чичиллин (штат Род-Айленд) попросили генерального инспектора ФКС Дэвида Л. Ханта, выяснить, были ли лоббировавшиеся Паем меры относительно смягчения правила владения вещанием обусловлены желанием помочь Sinclair (к ним относились отмена определённых ограничений на владение вещательными телевизионными станциями (включая разрешение исключений из правил дуополии), отмена требования для вещателей сохранить офисные операции в местах местного вещания, восстановление отменённой в 2015 году дисконтной квоты 1985 года для телестанций УВЧ, отмена правил присвоения прав собственности, применяемых к соглашениям о совместных продажах и совместном обслуживании).
В августе 2017 года газета «The New York Times» опубликовала статью, согласно которой Sinclair пыталось снискать расположение администрации Трампа за несколько недель до его инаугурации в январе 2017 года. В статье сообщалось, что советник и зять Трампа Джаред Кушнер заключил с компанией соглашение о том, чтобы репортеры со станций медиагруппы брали интервью у Трампа с условием не оспаривать его неточные заявления. Также представители SBG встречались с Паем до его ожидаемого повышения до главы ФКС, чтобы обсудить его политику в области дерегулирования и предоставить ему желаемый ими к принятию список мер в этой области (среди них оказались многие принятые ФКС в будущем решения, включая восстановление скидки УВЧ и ослабление права собственности). Пресс-секретарь Пая назвала безосновательными утверждения о деятельности её начальника с целью принести пользу конкретной компании, а сам материал посчитала «частью попытки многих демократов нацелиться на одну конкретную компанию из-за её предполагаемых политических взглядов».

## Отмена сделки и дальнейшее развитие событий
16 июля 2018 года Пай выразил «серьезные опасения» по поводу слияния, особенно в отношении того, сумело ли Sinclair заблаговременно заявить о своих намерениях продать определённые конфликтные станции в своих заявках на продажу. После чего предложил провести слушание по сделке до её рассмотрения судьёй по административным правонарушениям, совет комиссаров ФКС отложил рассмотрение слияния до 18 июля. Президент США Дональд Трамп, нанявший комментатора Sinclair Бориса Эпштейна в качестве советника по внешней политике в своей президентской кампании 2016 года, 25 июля высказался в пользу сделки, назвав решение ФКС передать её судье по административным делам «грустной и несправедливой» и «позорной», а также заявил, что слияние Sinclair и Tribune может дать «консервативный голос для людей» по аналогии с покупкой Comcast компании NBCUniversal в 2011 году.
Несмотря на это, SBG 8 августа во время телефонного разговора о прибылях и убытках за второй квартал объявило о намерении попытаться завершить сделку. Однако на следующий день Tribune Media объявила о расторжении договора купли-продажи с Sinclair, намереваясь найти другие возможности для слияния и поглощения. Также компания подала иск о нарушении контракта против SBG в канцлерский суд штата Делавэр, требуя возмещения ущерба в размере 1 миллиарда долларов за «неоднократное и умышленное нарушение своих договорных обязательств в зрелищной манере». Tribune сослалась на нарушения договора купли-продажи в отношении продажи станций, в том числе «воинственные и неоправданно затяжные переговоры» с министерством юстиции и ФКС в попытке сохранить контроль над станциями, которые ей посоветовали продать, и нарушение условий, запрещающих продажу от привлечения «даже угрозы» со стороны регулирующих органов. Если судебный процесс Tribune окажется проигранным, то она должна будет выплатить Sinclair 135 млн долл. Девятнадцать дней спустя Sinclair подало встречный иск на 1 млрд долл. в тот же суд. После прекращения сделки была отменена продажа станций Cunningham, Fox, Meredith и Standard General, а также продажа станций Sinclair и их передача в управление Говарду Стирку. Однако Fox 2 марта 2020 года обменяла свои станции в Шарлотт (WJZY и WMYT) Nexstar Media Group в обмен на бывшие станции Tribune Broadcasting в Сиэтле (KCPQ и KZJO) и Милуоки (WITI), при этом Fox заплатила 350 млн долл за три станции, а Nexstar заплатила 45 млн долл. за станции в Шарлотте. Все три станции, приобретенные Fox, изначально планировалось приобрести у Sinclair в рамках вышеупомянутых дополнительных сделок.
3 декабря 2018 года Nexstar Media Group объявила о попытке приобрести Tribune, увеличив цену сделки до 4,1 млрд долл. (плюс 2,3 млрд долл. долга), что в сумме составляло 6,4 млрд долларов США и являло собой премию в 15,5 % от рыночной стоимости Tribune в день объявления сделки. В отличие от сделки Sinclair-Tribune, противодействие этому приобретению было меньшим, несмотря на аналогичные опасения олигополии в сфере вещания: Nexstar также имеет тенденцию сосредотачиваться на местном контенте, при этом единственный производимый ею национальный синдицированный новостной контент носит более традиционный характер (состоит только из отчётов, поданных её бюро новостей в Вашингтоне, округ Колумбия). Nexstar намеревалась продать станции на 13 из 15 рынков, где группы станций двух компаний будут конфликтовать. 20 марта 2019 года группа объявила о продаже 19 станций Nexstar и Tribune компаниям McLean, Tegna Inc. (Вирджиния) и E. W. Scripps (Цинциннати) отдельными сделками на сумму 1,32 млрд долл. (из проданных станций только WPIX была продана не по причине конфликта собственности в качестве передатчика для цифрового канала VHF). Покупка компании Nexstar компании Tribune была оценена по более высокой цене, чем была готова заплатить Sinclair. Несмотря на сделку с Nexstar, Tribune и Sinclair продолжили судебные процессы друг против друга, хотя запланированное слушание судьей по административным делам было отменено в феврале 2019 года в связи с удовлетворением запроса Sinclair и ФКС.
1 августа 2019 года покупка Nexstar Tribune Media было одобрено министерством юстиции США, а 16 сентября — ФКС. Её завершение состоялось 19 сентября 2019 года.
Через девять месяцев после неудачной попытки купить Tribune, Sinclair объявил о намерении вместо этого за 10,6 млрд долл. купить Fox Sports Networks и Fox College Sports у The Walt Disney Company, которая была обязана продать эти активы в рамках своей сделки по покупке 21st Century Fox. В сделку не входила YES Network, 20 % акций которой принадлежали Sinclair.
Судебный процесс между Sinclair и Nexstar (унаследовавшим иск от Tribune) был окончательно урегулирован в начале 2020 года, когда SBG выплатила Nexstar 60 млн долл. и передал право собственности на WDKY-TV и нелицензионные активы KGBT-TV (включая партнёрство с CBS на подканал КВЕО-ТВ). 7 мая 2020 года Sinclair был оштрафован на 48 млн долл. после завершения расследований, связанных с отчётами и заявлениями для ФКС. августе компания достигла мирового соглашения на сумму 25 млн долл. своих акционеров по трём судебным искам, на расчётный счёт были внесены 20,5 млн долл.